# Campeonato Europeo de Duatlón
El Campeonato Europeo de Duatlón es la máxima competición a nivel europeo de duatlón. Es organizado desde 1990 por la Unión Europea de Triatlón.

## Ediciones
| N.º   | Año  | Sede              | País        |
| ----- | ---- | ----------------- | ----------- |
| I     | 1990 | Zofingen          | Suiza       |
| II    | 1991 | Birmingham        | Reino Unido |
| III   | 1992 | Madrid            | España      |
| IV    | 1993 | Königslutter      | Alemania    |
| V     | 1994 | Vuokatti          | Finlandia   |
| VI    | 1995 | Veszprém          | Hungría     |
| VII   | 1996 | Mafra             | Portugal    |
| VIII  | 1997 | Glogów Malopolski | Polonia     |
| IX    | 1998 | Pulawy            | Polonia     |
| X     | 1999 | Blumau-Neurißhof  | Austria     |
| XI    | 2001 | Mafra             | Portugal    |
| XII   | 2002 | Zeitz             | Alemania    |
| XIII  | 2003 | Varallo           | Italia      |
| XIV   | 2004 | Swansea           | Reino Unido |
| XV    | 2005 | Debrecen          | Hungría     |
| XVI   | 2006 | Rimini            | Italia      |
| XVII  | 2007 | Edimburgo         | Reino Unido |
| XVIII | 2008 | Serres            | Grecia      |
| XIX   | 2009 | Budapest          | Hungría     |
| XX    | 2010 | Nancy             | Francia     |
| XXI   | 2011 | Limerick          | Irlanda     |
| XXII  | 2014 | Weyer             | Austria     |
| XXIII | 2015 | Alcobendas        | España      |
| XXIV  | 2016 | Kalkar            | Alemania    |
| XXV   | 2017 | Soria             | España      |
| XXVI  | 2018 | Ibiza             | España      |
| XXVII | 2019 | Târgu Mureș       | Rumania     |
| XVIII | 2020 | Punta Umbría      | España      |
| XXIX  | 2021 | Târgu Mureș       | Rumania     |
| XXX   | 2022 | Bilbao            | España      |
| XXXI  | 2023 | Caorle            | Italia      |
| XXXII | 2024 | Coímbra           | Portugal    |

## Palmarés

### Masculino
| N.º    | Año  | Sede                           | Oro                            | Plata                                 | Bronce                                |
| ------ | ---- | ------------------------------ | ------------------------------ | ------------------------------------- | ------------------------------------- |
| I      | 1990 | Zofingen · ( Suiza)            | Mark Koks · Países Bajos       | Michael Holm Dinamarca                | Olivier Bernhard · Suiza              |
| II     | 1991 | Birmingham ( Reino Unido)      | Mark Koks · Países Bajos       | Paul DeCoursey Estados Unidos         | Glenn Cook Reino Unido                |
| III    | 1992 | Madrid · ( España)             | Spencer Smith Reino Unido      | Steve Burton Reino Unido              | Urs Dellsperger · Suiza               |
| IV     | 1993 | Königslutter · ( Alemania)     | Urs Dellsperger · Suiza        | Ralf Eggert · Alemania                | Miloš Fox · República Checa           |
| V      | 1994 | Vuokatti · ( Finlandia)        | Urs Dellsperger · Suiza        | Normann Stadler · Alemania            | Tibor Lehmann · Hungría               |
| VI     | 1995 | Veszprém · ( Hungría)          | Urs Dellsperger · Suiza        | Péter Kropkó · Hungría                | Jörg Denzler · Suiza                  |
| VII    | 1996 | Mafra ( Portugal)              | Urs Dellsperger · Suiza        | Pierre-Alain Frossard · Suiza         | Robert Barel · Países Bajos           |
| VIII   | 1997 | Glogów Malopolski · ( Polonia) | Sylvain Golay · Suiza          | Armand van der Smissen · Países Bajos | Pierre-Alain Frossard · Suiza         |
| IX     | 1998 | Pulawy · ( Polonia)            | Jurgen Dereere · Bélgica       | Nicolas Lebrun Francia                | Alessandro Alessandri · Italia        |
| X      | 1999 | Blumau-Neurißhof · ( Austria)  | Benny Vansteelant · Bélgica    | Fernando Gómez Cubero · España        | Yann Millon Francia                   |
| XI     | 2001 | Mafra ( Portugal)              | Benny Vansteelant · Bélgica    | Jurgen Dereere · Bélgica              | Corrado Armuzzi · Italia              |
| XII    | 2002 | Zeitz · ( Alemania)            | Benny Vansteelant · Bélgica    | Marcus Forster · Alemania             | Lino Barruncho Portugal               |
| XIII   | 2003 | Varallo · ( Italia)            | Benny Vansteelant · Bélgica    | Anthony Le Duey Francia               | Javier García Gómez · España          |
| XIV    | 2004 | Swansea ( Reino Unido)         | Jurgen Dereere · Bélgica       | Armand van der Smissen · Países Bajos | Tim Don Reino Unido                   |
| XV     | 2005 | Debrecen · ( Hungría)          | Jurgen Dereere · Bélgica       | Filip Ospalý · República Checa        | Armand van der Smissen · Países Bajos |
| XVI    | 2006 | Rimini · ( Italia)             | Filip Ospalý · República Checa | Lino Barruncho Portugal               | Benjamin Grenetier Francia            |
| XVII   | 2007 | Edimburgo ( Reino Unido)       | Benny Vansteelant · Bélgica    | Rob Woestenborghs · Bélgica           | Thomas Lowe Reino Unido               |
| XVIII  | 2008 | Serres · ( Grecia)             | Jurgen Dereere · Bélgica       | Sergio Silva Portugal                 | Yohann Vincent Francia                |
| XIX    | 2009 | Budapest · ( Hungría)          | Andy Sutz · Suiza              | Laurent Galinier Francia              | Serguéi Yákovlev · Rusia              |
| XX     | 2010 | Nancy ( Francia)               | Serguéi Yákovlev · Rusia       | Víctor del Corral · España            | Ronnie Schildknecht · Suiza           |
| XXI    | 2011 | Limerick ( Irlanda)            | Benoît Nicolas Francia         | Víctor del Corral · España            | Rafael Baugh Australia                |
| XXII   | 2014 | Weyer · ( Austria)             | Rob Woestenborghs · Bélgica    | Benoît Nicolas Francia                | Philip Wylie Reino Unido              |
| XXIII  | 2015 | Alcobendas · ( España)         | Benoît Nicolas Francia         | Emilio Martín · España                | Philip Wylie Reino Unido              |
| XXIV   | 2016 | Kalkar · ( Alemania)           | Jorik van Egdom · Países Bajos | Benoît Nicolas Francia                | Yohan Le Berre Francia                |
| XXV    | 2017 | Soria · ( España)              | Emilio Martín · España         | Benoît Nicolas Francia                | Yohan Le Berre Francia                |
| XXVI   | 2018 | Ibiza · ( España)              | Yohan Le Berre Francia         | Benjamin Choquert Francia             | Emilio Martín · España                |
| XXVII  | 2019 | Târgu Mureș · ( Rumania)       | Benjamin Choquert Francia      | Emilio Martín · España                | Angelo Vandecasteele · Bélgica        |
| XXVIII | 2020 | Punta Umbría · ( España)       | Benjamin Choquert Francia      | Krilan Le Bihan Francia               | Alistair Brownlee Reino Unido         |
| XXIX   | 2021 | Târgu Mureș · ( Rumania)       | Benjamin Choquert Francia      | Genis Grau · España                   | Arnaud Dely · Bélgica                 |
| XXX    | 2022 | Bilbao · ( España)             | Maxime Hueber Francia          | Benjamin Choquert Francia             | Arnaud Dely · Bélgica                 |
| XXXI   | 2023 | Caorle · ( Italia)             | Benjamin Choquert Francia      | Arnaud Dely · Bélgica                 | Mario Mola · España                   |
| XXXII  | 2024 | Coímbra ( Portugal)            | Arnaud Dely · Bélgica          | Javier Martín Morales · España        | Benjamin Choquert Francia             |

### Femenino
| N.º    | Año  | Sede                           | Oro                                 | Plata                               | Bronce                              |
| ------ | ---- | ------------------------------ | ----------------------------------- | ----------------------------------- | ----------------------------------- |
| I      | 1990 | Zofingen · ( Suiza)            | Thea Sybesma · Países Bajos         | Dolorita Gerber · Suiza             | Simone Mortier RFA                  |
| II     | 1991 | Birmingham ( Reino Unido)      | Thea Sybesma · Países Bajos         | Sarah Coope Reino Unido             | Melissa Watson Reino Unido          |
| III    | 1992 | Madrid · ( España)             | Thea Sybesma · Países Bajos         | Simone Mortier · Alemania           | Katinka Wiltenburg · Países Bajos   |
| IV     | 1993 | Königslutter · ( Alemania)     | Irma Heeren · Países Bajos          | Natascha Badmann · Suiza            | Melissa Watson Reino Unido          |
| V      | 1994 | Vuokatti · ( Finlandia)        | Dolorita Gerber · Suiza             | Irma Heeren · Países Bajos          | Melissa Watson Reino Unido          |
| VI     | 1995 | Veszprém · ( Hungría)          | Dolorita Gerber · Suiza             | Natascha Badmann · Suiza            | Susanne Nedergaard · Países Bajos   |
| VII    | 1996 | Mafra ( Portugal)              | Irma Heeren · Países Bajos          | Natascha Badmann · Suiza            | Kerstin Rudolph · Alemania          |
| VIII   | 1997 | Glogów Malopolski · ( Polonia) | Dolorita Gerber · Suiza             | Kerstin Rudolph · Alemania          | Maribel Blanco · España             |
| IX     | 1998 | Pulawy · ( Polonia)            | Alena Peterková · República Checa   | Fiona Lothian Reino Unido           | Dolorita Fuchs-Gerber · Suiza       |
| X      | 1999 | Blumau-Neurißhof · ( Austria)  | Irma Heeren · Países Bajos          | Alena Peterková · República Checa   | Dolorita Fuchs-Gerber · Suiza       |
| XI     | 2001 | Mafra ( Portugal)              | Irma Heeren · Países Bajos          | Christiane Soeder · Alemania        | Erika Csomor · Hungría              |
| XII    | 2002 | Zeitz · ( Alemania)            | Erika Csomor · Hungría              | Vicki Pincombe Reino Unido          | Edwige Pitel Francia                |
| XIII   | 2003 | Varallo · ( Italia)            | Edwige Pitel Francia                | Arianna Morosin · Italia            | Laura Giordano · Italia             |
| XIV    | 2004 | Swansea ( Reino Unido)         | Ana Burgos · España                 | Vendula Frintová · República Checa  | Helen Lawrence Reino Unido          |
| XV     | 2005 | Debrecen · ( Hungría)          | Vendula Frintová · República Checa  | Ana Burgos · España                 | Erika Csomor · Hungría              |
| XVI    | 2006 | Rimini · ( Italia)             | Vanessa Fernandes Portugal          | Ana Burgos · España                 | Vendula Frintová · República Checa  |
| XVII   | 2007 | Edimburgo ( Reino Unido)       | Catriona Morrison Reino Unido       | Radka Vodičková · República Checa   | Alexandra Louison Francia           |
| XVIII  | 2008 | Serres · ( Grecia)             | Radka Vodičková · República Checa   | Alexandra Louison Francia           | Deniz Dimaki · Grecia               |
| XIX    | 2009 | Budapest · ( Hungría)          | Catriona Morrison Reino Unido       | Agnieszka Jerzyk · Polonia          | Kaisa Lehtonen · Finlandia          |
| XX     | 2010 | Nancy ( Francia)               | Ruth van der Meijden · Países Bajos | Katie Ingram Reino Unido            | Katrina Grimmett Reino Unido        |
| XXI    | 2011 | Limerick ( Irlanda)            | Sandra Levenez Francia              | Ruth van der Meijden · Países Bajos | Sabrina Godard Francia              |
| XXII   | 2014 | Weyer · ( Austria)             | Katie Hewison Reino Unido           | Andrea Mayr · Austria               | Sandra Levenez Francia              |
| XXIII  | 2015 | Alcobendas · ( España)         | Sandra Levenez Francia              | Sara Dossena · Italia               | India Lee Reino Unido               |
| XXIV   | 2016 | Kalkar · ( Alemania)           | Giorgia Priarone · Italia           | Lisa Sieburger · Alemania           | Sandra Levenez Francia              |
| XXV    | 2017 | Soria · ( España)              | Sandra Levenez Francia              | Mavi García · España                | Lucie Picard Francia                |
| XXVI   | 2018 | Ibiza · ( España)              | Sandra Levenez Francia              | Sandrina Illes · Austria            | Irene Loizate · España              |
| XXVII  | 2019 | Târgu Mureș · ( Rumania)       | Irene Loizate · España              | Sandrina Illes · Austria            | Sonia Bejarano · España             |
| XXVIII | 2020 | Punta Umbría · ( España)       | Lisa Perterer · Austria             | Elizabeth Potter Reino Unido        | Joselyn Brea · España               |
| XXIX   | 2021 | Târgu Mureș · ( Rumania)       | Audrey Merle Francia                | Marion Legrand Francia              | Ann Schoot Uiterkamp · Países Bajos |
| XXX    | 2022 | Bilbao · ( España)             | Giorgia Priarone · Italia           | Marion Legrand Francia              | Maurine Ricour · Bélgica            |
| XXXI   | 2023 | Caorle · ( Italia)             | Marion Legrand Francia              | Maurine Ricour · Bélgica            | Giorgia Priarone · Italia           |
| XXXII  | 2024 | Coímbra ( Portugal)            | Marion Legrand Francia              | Jeanne Dupont · Bélgica             | María Varo · España                 |

## Medallero
- Actualizado hasta Coímbra 2024 (prueba élite individual).[1]

| Núm. | País            | Oro | Plata | Bronce | Total |
| ---- | --------------- | --- | ----- | ------ | ----- |
| 1    | Francia         | 16  | 12    | 12     | 40    |
| 2    | Bélgica         | 11  | 5     | 4      | 20    |
| 3    | Países Bajos    | 11  | 4     | 5      | 20    |
| 4    | Suiza           | 9   | 5     | 7      | 21    |
| 5    | Reino Unido     | 4   | 6     | 12     | 22    |
| 6    | República Checa | 4   | 4     | 2      | 10    |
| 7    | España          | 3   | 10    | 8      | 21    |
| 8    | Austria         | 1   | 3     | 0      | 4     |
| 9    | Italia          | 2   | 2     | 4      | 8     |
| 10   | Portugal        | 1   | 2     | 1      | 4     |
| 11   | Hungría         | 1   | 1     | 3      | 5     |
| 12   | Rusia           | 1   | 0     | 1      | 2     |
| 13   | Alemania        | 0   | 7     | 2      | 9     |
| 14   | Dinamarca       | 0   | 1     | 0      | 1     |
| 14   | Estados Unidos  | 0   | 1     | 0      | 1     |
| 14   | Polonia         | 0   | 1     | 0      | 1     |
| 17   | Australia       | 0   | 0     | 1      | 1     |
| 17   | Finlandia       | 0   | 0     | 1      | 1     |
| 17   | Grecia          | 0   | 0     | 1      | 1     |
|      | TOTAL           | 64  | 64    | 64     | 192   |

1. ↑  Incluye las medallas de la RFA.